# New Line Cinema

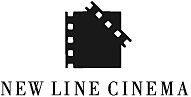

New Line Cinema is een van de tien grootste Hollywood-filmstudio's. Het bedrijf werd opgericht in 1967 door Robert K. Shaye. New Line Cinema is actief in de productie en distributie van films, marketing, home entertainment en heeft een speciale divisie opgericht in 1990, genaamd Fine Line Features dat onafhankelijke films produceert, zoals Fox Searchlight Pictures dat voor 20th Century Fox doet.
New Line Cinema werd onderdeel van Time Warner door de fusie tussen Turner Broadcasting System en Time Warner. Turner Broadcasting was twee jaar daarvoor, in 1994, gefuseerd met Castle Rock Entertainment en New Line Cinema, waardoor Turner een sterkere positie in de mediawereld kon verdedigen. Turner, dat voornamelijk activiteiten in televisie had (waaronder Cartoon Network) kreeg nu ook sterkere filmactiviteiten, aangezien zowel Castle Rock én New Line actief waren in de filmindustrie. In februari 2008 kondigde eigenaar Time Warner een fusie met Warner Bros. aan. Een groot deel van de 600 medewerkers werd hierbij ontslagen.

## Divisies
- New Line Cinema
- New Line Distribution
- Fine Line Features
- New Line Home Entertainment
- New Line International Releasing
- New Line Merchandising/Licensing
- New Line Music
- New Line New Media
- New Line Television
- New Line Theatricals

## Bekendste films
- American History X
- Austin Powers-franchise
- Hairspray (2007)
- Mondo Trasho (1969) & Pink Flamingos (1972) van John Waters
- Mortal Kombat
- A Nightmare on Elm Street
- Overnight Delivery (1997)
- Rush Hour-trilogie
- De Teenage Mutant Ninja Turtles-films
- The Lord of the Rings-trilogie
- The Mask met Jim Carrey
- The Texas Chain Saw Massacre (1974)
- The Hobbit-trilogie
- The Conjuring-trilogie

Nightmare on Elm Street was New Lines eerste commercieel succesvolle filmserie. Dit leidde tot de bijnaam The House that Freddy Built. De The Lord of the Rings-trilogie is het grootste succes van New Line Cinema. De filmserie won in totaal zeventien Academy Awards.